# Danger Dan

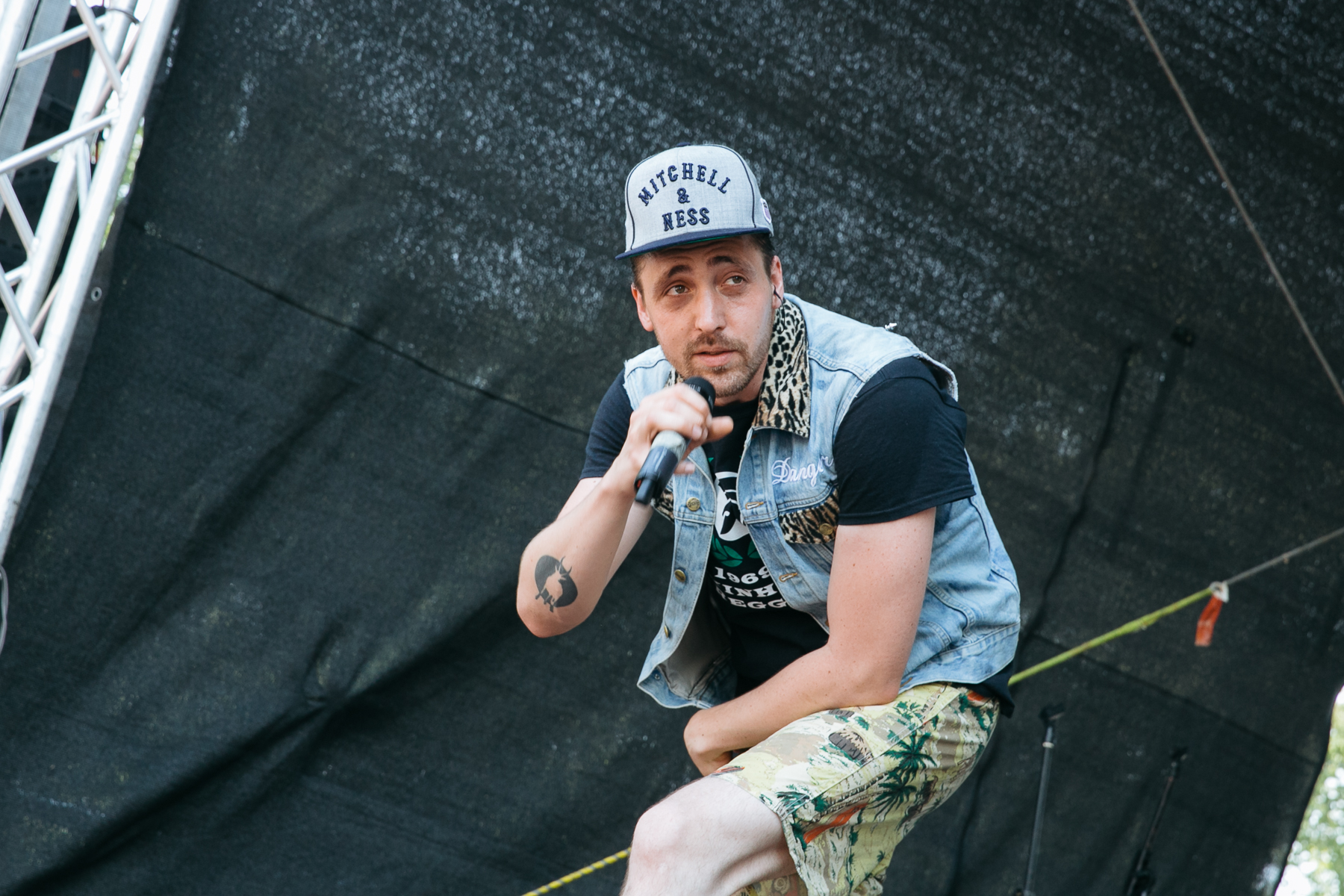
Danger Dan (2015)

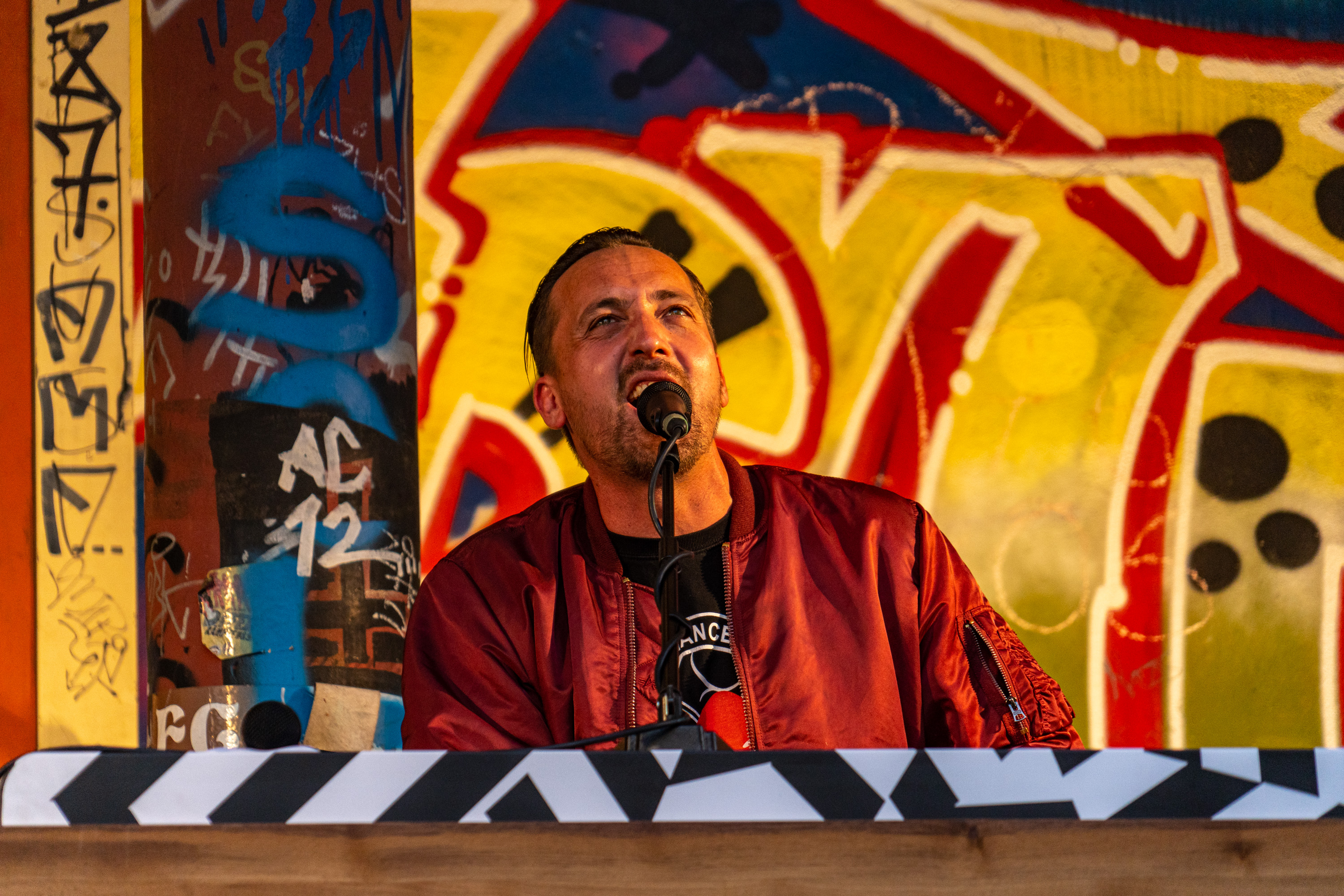
Danger Dan, 2023

Danger Dan (* 1. Juni 1983 in Aachen; bürgerlich Daniel Pongratz) ist ein deutscher Musiker. Er ist sowohl solistisch als auch als Mitglied der Hip-Hop-Band Antilopen Gang aktiv.

## Leben und Wirken
Daniel Pongratz wuchs als einer von vier Söhnen von Ludwig A. Pongratz in Aachen auf. Seine Eltern stammten aus der linken Szene, sein Vater wurde später Professor für Pädagogik an der Technischen Universität Darmstadt. Sie förderten früh sein musikalisches Talent, genauso wie das seines jüngeren Bruders Tobias. Daniel Pongratz spielte schon früh in verschiedenen Punk-Bands, aber auch als Pianist in einer Funkband, während sein Bruder die Liebe zum Hip-Hop entdeckte und auch ihn damit in Berührung brachte. In München demonstrierte er 2001 gegen die Sicherheitskonferenz und war nach seiner Verhaftung zwölf Stunden im Gefängnis. Er war zwischenzeitlich Schüler am Viktoria-Gymnasium Aachen, dem er in seinem Album Das ist alles von der Kunstfreiheit gedeckt den sehr kritischen Song Ingloria Victoria widmet. Ohne Abitur begann er ein Studium der Musiktherapie an der Universität Maastricht in den Niederlanden, das ihm durch eine bestandene Aufnahmeprüfung möglich geworden war. Dort lernte er Sebastian Sturm kennen und wurde Teil der Reggae-Band Jin Jin aus Aachen. Sein Studium brach er daraufhin ab, um als Musiker sein Geld zu verdienen. Nebenbei arbeitete er als Musiklehrer an einer Hauptschule. Mit Sebastian Sturm spielte er die beiden Alben This Change Is Nice (2006) und One Moment in Peace (2010) ein.
Sebastian Sturm, Moses Christoph und er gründeten zusammen das Cheer Up Trio und tourten unter anderem durch die Vereinigten Staaten und Europa. Das Trio blieb bis etwa 2012 zusammen.
Dem Hip-Hop blieb Daniel Pongratz treu. Zusammen mit seinem Bruder Tobias (Panik Panzer) sowie Koljah gründete er 2005 das Gangsta-Rap-Satire-Projekt Caught in the Crack, das 2005 und 2008 zwei Internetalben veröffentlichte. Dort gab er sich den Namen Dan Juan de Marcos, und als Rapper übernahm er das Pseudonym Danger Dan, das er schon als Reggaemusiker verwendet hatte. Parallel entstand das Hip-Hop-Kollektiv Anti-Alles-Aktion. Aus diesem Projekt wurde schließlich zusammen mit Panik Panzer, Koljah und NMZS die Antilopen Gang.
2008 erschien als Solodebüt die EP Coming out. Auf dem Album setzt er sich unter anderem mit Antisemitismus und der Shoah auseinander. Laut der Jüdischen Allgemeinen war der Song Sommerlüge die erste Auseinandersetzung mit Holocaust und Antisemitismus im deutschen Rap. Ansonsten widmete er sich verschiedenen Musik- und Theaterprojekten, unter anderem war er im Auftrag des Goethe-Instituts in 17 verschiedenen Ländern aktiv und organisierte dort unter anderem Radioprojekte, Konzerte und Theateraufführungen. 2012 erschien seine zweite EP Dinkelbrot & Ölsardinen sowie das Kollaborationsalbum Aschenbecher mit NMZS.
Anschließend begann die Antilopen Gang erfolgreich zu werden und Danger Dan fokussierte sich auf dieses Projekt, das nach dem Suizid von NMZS aus ihm, seinem Bruder und Koljah besteht.
Am 1. Juni 2018, seinem 35. Geburtstag, erschien sein erstes Soloalbum Reflexionen aus dem beschönigten Leben auf Jochens kleiner Plattenfirma. Es erreichte Platz 20 der deutschen Albumcharts.
Am 26. März 2021 veröffentlichte er die Single Das ist alles von der Kunstfreiheit gedeckt, in der er die Grenzen der Kunstfreiheit anhand von Attacken gegen Jürgen Elsässer, Götz Kubitschek, Alexander Gauland und Ken Jebsen thematisiert. Der Song stieg am 2. April 2021 auf Platz 69 in die deutschen Singlecharts ein und wurde auf dem bandeigenen Label Antilopen Geldwäsche veröffentlicht. Innerhalb der ersten beiden Wochen nach Veröffentlichung wurde das Musikvideo auf YouTube 1,3 Millionen Mal aufgerufen. Am 9. April 2021 stellte Pongratz, begleitet am Klavier vom Pianisten Igor Levit, den Song in der Fernsehsendung ZDF Magazin Royale vor. Das Original-Video und der Fernseh-Mitschnitt verzeichnen bis heute mehr als 21 Millionen Aufrufe (Stand: Juni 2025).
Im Dezember 2021 belegte Danger Dan als erster Künstler überhaupt zeitgleich die Plätze 1 bis 3 der radioeins-Jahrescharts (mit den Liedern Das ist alles von der Kunstfreiheit gedeckt, Lauf davon und Eine gute Nachricht).

## Auszeichnungen
- 2021: VIA-VUT Indie Award in der Kategorie Bester Act (sowie Best New Music Business für das Label Antilopen Geldwäsche).[11]
- 2021: Preis für Popkultur in den Kategorien „Lieblingslied“ (Das ist alles von der Kunstfreiheit gedeckt), Lieblingsalbum (Das ist alles von der Kunstfreiheit gedeckt) und Lieblings-Solokünstler.[12]
- 2021: Listen To Berlin Award in der Kategorie Kreativstes Musikvideo (Das ist alles von der Kunstfreiheit gedeckt).[13]
- 2021: Platzierungen 1–3 bei den Hörercharts des Jahres 2021 des Radiosenders radioeins für die Songs Das ist alles von der Kunstfreiheit gedeckt, Eine gute Nachricht und Lauf davon[14]
- 2023: Deutscher Kleinkunstpreis in der Kategorie Musik.[15]

## Diskografie
Soloalben
- 2008: Coming out (EP, Download, Eigenproduktion)
- 2012: Dinkelbrot & Ölsardinen (EP, Download/CD-r, Eigenproduktion)
- 2018: Reflexionen aus dem beschönigten Leben (Jochens kleine Plattenfirma)
- 2021: Das ist alles von der Kunstfreiheit gedeckt (Warner Music)
- 2023: Das ist alles von der Kunstfreiheit gedeckt (Live) (Antilopen Geldwäsche)

Singles (Auswahl)
- 2021: Das ist alles von der Kunstfreiheit gedeckt
- 2021: Eine gute Nachricht (#1 der deutschen Single-Trend-Charts am 30. April 2021[17])
- 2021: Mir kann nichts passieren (mit Max Herre; #1 der deutschen Single-Trend-Charts am 22. Oktober 2021[18])

Kollaboalben
- 2010: Traurige Clowns (mit Koljah, Eigenproduktion, Download)
- 2012: Aschenbecher (mit NMZS, Download/CD-r, Eigenproduktion)

Mit Sebastian Sturm
- 2006: This Change Is Nice (Klavier)
- 2008: One Moment in Peace (Klavier)

Mit Antilopen Gang
Mit Caught in the Crack
- 2005: Alles vorbei (Eigenproduktion)
- 2008: Es wird wie ein Unfall aussehen (Eigenproduktion, Download)

Gastbeiträge (ohne Antilopen Gang)
- 2017: Aua auf Alle Liebe nachträglich von Fatoni und Mine
- 2018: Shitstorm auf ICH von Moop Mama
- 2018: Propaganda auf Shibuya Crossing von Juse Ju
- 2022: Unsere Bank auf Zorn & Liebe von Provinz (#7 der deutschen Single-Trend-Charts am 9. September 2022[19])
- 2023: Danke dass du mich verlassen hast von Fatoni